# Mamirolle
Mamirolle is de naam van zowel een voormalige gemeente als een gemeente in het Franse departement Doubs (regio Bourgogne-Franche-Comté). De plaats maakt deel uit van het arrondissement Besançon. Mamirolle telde op 1 januari 2022 1.974 inwoners. De "oude" gemeente Mamirolle is op 1 januari 2025 gefuseerd met de gemeente Le Gratteris tot de huidige gemeente (met dezelfde INSEE-code).

## Geografie
De oppervlakte van Mamirolle bedroeg op 1 januari 2022 14,46 vierkante kilometer; de bevolkingsdichtheid was toen 136,5 inwoners per km².
De onderstaande kaart toont de ligging van Mamirolle met de belangrijkste infrastructuur en aangrenzende gemeenten.

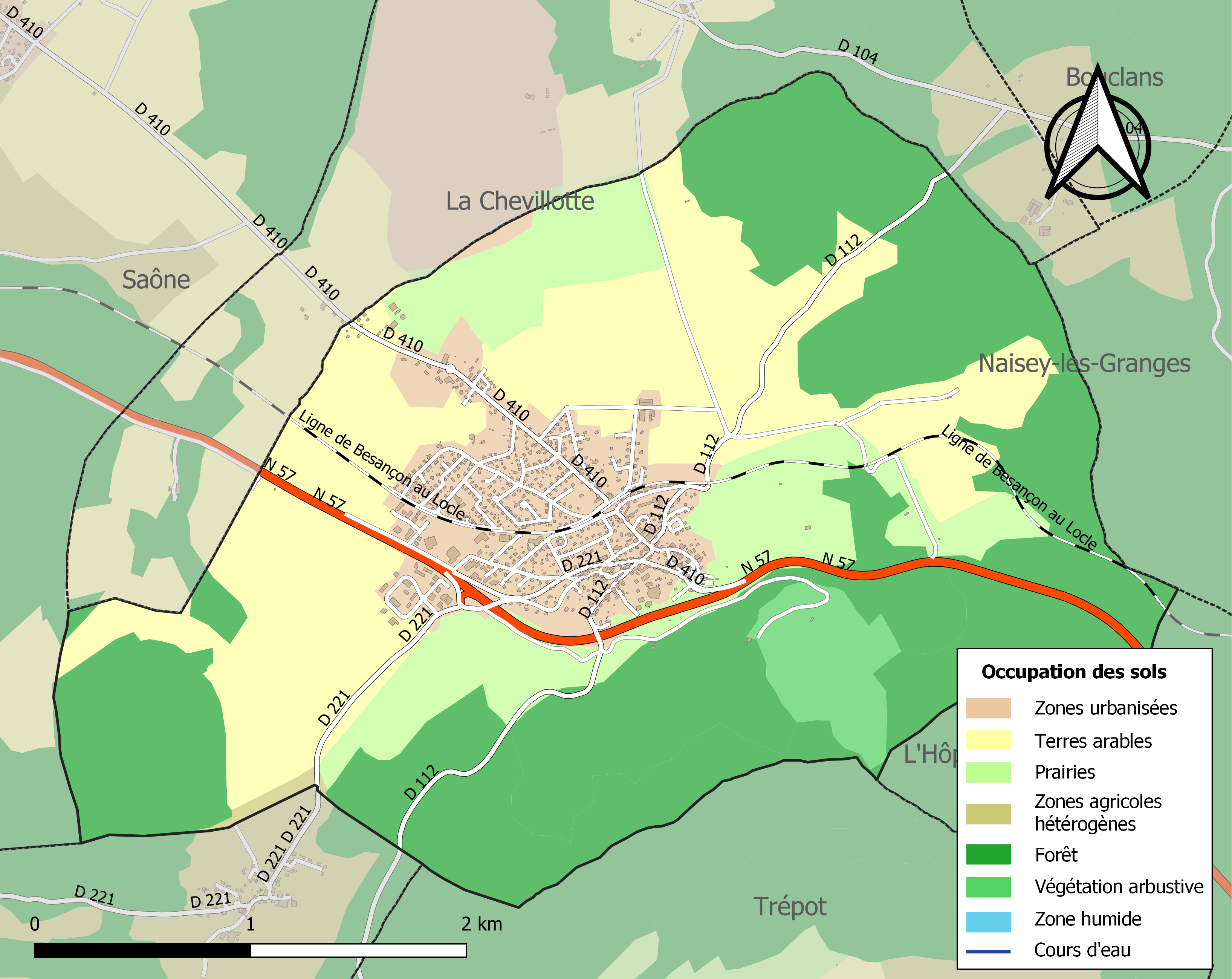

## Verkeer en vervoer
In de gemeente ligt spoorweghalte Mamirolle.

## Demografie
Onderstaande figuur toont het verloop van het inwonertal (bron: INSEE-tellingen).